# Campeonato Mundial de Ciclismo en Pista de 1989
El LXXXVI Campeonato Mundial de Ciclismo en Pista se celebró en Lyon (Francia) en el mes de agosto de 1989 bajo la organización de la Unión Ciclista Internacional (UCI) y la Federación Francesa de Ciclismo.
Las competiciones se realizaron en el Velódromo Georges Préveral de la ciudad francesa. En total se disputaron 15 pruebas, 12 masculinas (5 profesionales y 7 amateur) y 3 femeninas.

## Medallistas

### Masculino profesional
| Evento                 | Oro                        | Plata                    | Bronce                     |
| ---------------------- | -------------------------- | ------------------------ | -------------------------- |
| Velocidad individual   | Claudio Golinelli · Italia | Yuichiro Kamiyama Japón  | Hideyuki Matsui Japón      |
| Persecución individual | Colin Sturgess Reino Unido | Dean Woods Australia     | Régis Clère Francia        |
| Carrera por puntos     | Urs Freuler · Suiza        | Gary Sutton Australia    | Martin Penc Checoslovaquia |
| Keirin                 | Claudio Golinelli · Italia | Patrick Da Rocha Francia | Masatoshi Sako Japón       |
| Medio fondo            | Giovanni Renosto · Italia  | Walter Brugna · Italia   | Torsten Rellensmann RFA    |

### Masculinoamateur
| Evento                  | Oro                                                         | Plata                                                                | Bronce                                                                 |
| ----------------------- | ----------------------------------------------------------- | -------------------------------------------------------------------- | ---------------------------------------------------------------------- |
| Velocidad individual    | Bill Huck RDA                                               | Michael Hübner RDA                                                   | Nikolai Kovsh URSS                                                     |
| Persecución individual  | Viacheslav Yekimov URSS                                     | Jens Lehmann RDA                                                     | Steffen Blochwitz RDA                                                  |
| Persecución por equipos | RDA Steffen Blochwitz Carsten Wolf Thomas Liese Guido Fulst | URSS Viacheslav Yekimov Yevgueni Berzin Dmitri Neliubin Mijail Orlov | Italia · Marco Villa · Giovanni Lombardi · Ivan Cerioli · David Solari |
| 1 km contrarreloj       | Jens Glücklich RDA                                          | Martin Vinnicombe Australia                                          | Alexandr Kirichenko URSS                                               |
| Carrera por puntos      | Marat Satybaldiyev URSS                                     | Fabio Baldato · Italia                                               | Leo Peelen · Países Bajos                                              |
| Medio fondo             | Roland Königshofer · Austria                                | Tonino Vittigli · Italia                                             | Thomas Königshofer · Austria                                           |
| Tándem                  | Francia Fabrice Colas Frédéric Magné                        | Checoslovaquia Jiří Iliek Lubomír Hargaš                             | Italia · Andrea Faccini · Federico Paris                               |

### Femenino
| Evento                 | Oro                   | Plata                 | Bronce                        |
| ---------------------- | --------------------- | --------------------- | ----------------------------- |
| Velocidad individual   | Erika Salumäe URSS    | Galina Yeniujina URSS | Isabelle Gautheron Francia    |
| Persecución individual | Jeannie Longo Francia | Petra Rossner RDA     | Barbara Ganz · Suiza          |
| Carrera por puntos     | Jeannie Longo Francia | Barbara Ganz · Suiza  | Janie Eickhoff Estados Unidos |

## Medallero
| Núm. | País           | Oro | Plata | Bronce | Total |
| ---- | -------------- | --- | ----- | ------ | ----- |
| 1    | Italia         | 3   | 3     | 2      | 8     |
| 2    | RDA            | 3   | 3     | 1      | 7     |
| 3    | URSS           | 3   | 2     | 2      | 7     |
| 4    | Francia        | 3   | 1     | 2      | 6     |
| 5    | Suiza          | 1   | 1     | 1      | 3     |
| 6    | Austria        | 1   | 0     | 1      | 2     |
| 7    | Reino Unido    | 1   | 0     | 0      | 1     |
| 8    | Australia      | 0   | 3     | 0      | 3     |
| 9    | Japón          | 0   | 1     | 2      | 3     |
| 10   | Checoslovaquia | 0   | 1     | 1      | 2     |
| 11   | Estados Unidos | 0   | 0     | 1      | 1     |
| 11   | Países Bajos   | 0   | 0     | 1      | 1     |
| 11   | RFA            | 0   | 0     | 1      | 1     |
|      | TOTAL          | 15  | 15    | 15     | 45    |